# Brechmorhoga mendax
Brechmorhoga mendax är en trollsländeart som först beskrevs av Hagen 1861.  Brechmorhoga mendax ingår i släktet Brechmorhoga och familjen segeltrollsländor. Inga underarter finns listade i Catalogue of Life.

## Bildgalleri

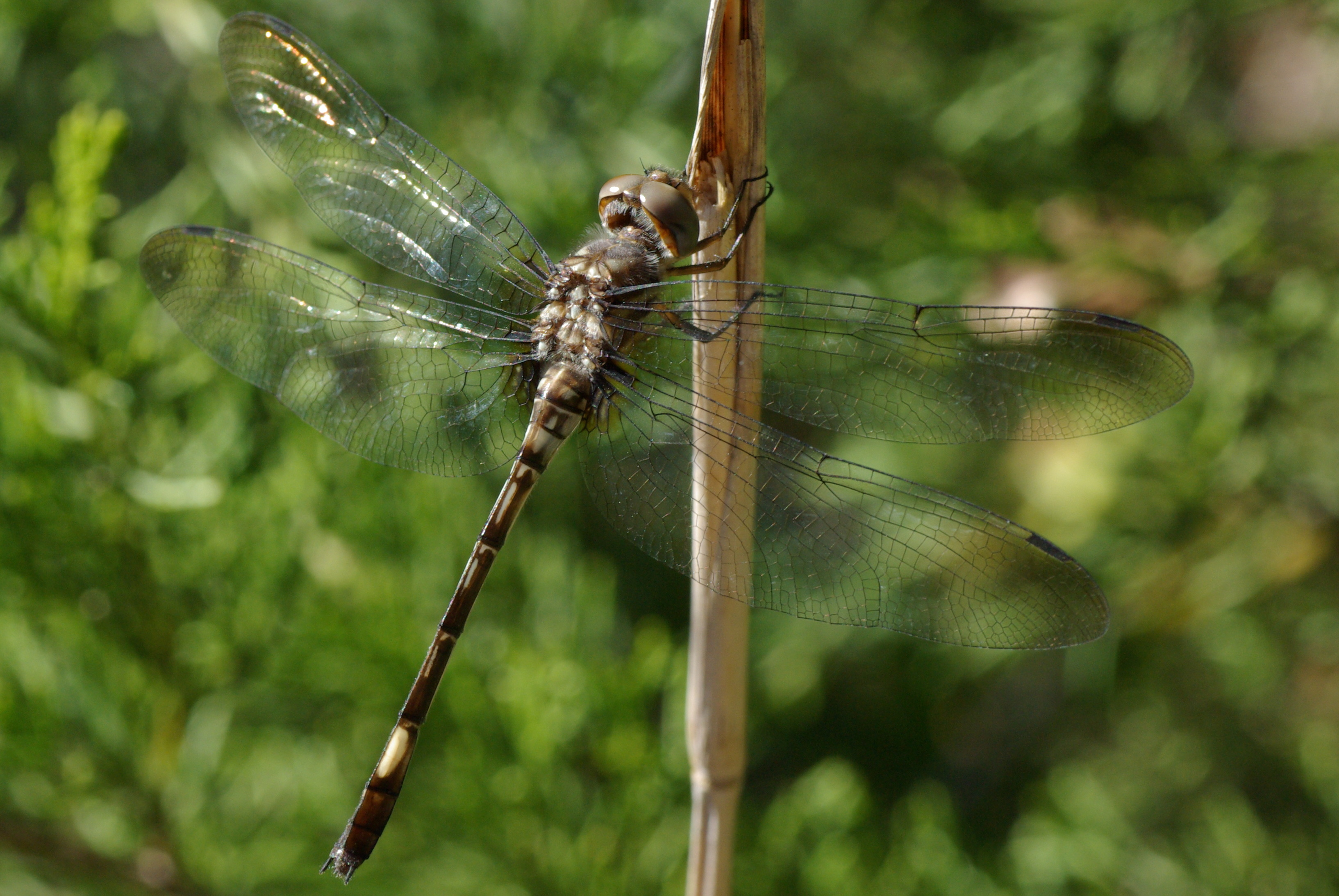